# العريضة (القليوبية)
العريضة أحد قرى مركز طوخ بالقليوبية ويرجع تاسيسها إلى علي باشا الصهبي . وكان آخر عمدة عرب على مستوى جمهورية مصر هو سليمان علي باشا الصهبي. تقع القرية تقريبا في شمال غرب مركز طوخ